# Långtåad mullvadssalamander
Långtåad mullvadssalamander  (Ambystoma macrodactylum) är ett stjärtgroddjur i familjen mullvadssalamandrar som finns i västra USA och Kanada.

## Utseende
Salamandern har en mörk ovansida med en längsgående strimma på ryggen och vanligtvis vitaktiga stänk på sidorna. Strimmans färg varierar hos de olika underarterna. Salamandern är slank med långa tår, och har en längd mellan 10 och 16 cm.

### Underarter[3][4]
I gränsområdena mellan två underarter kan det finnas korsningar med avvikande utseende. För närvarande känner man till 5 underarter:
- A. m. macrodactylum (Baird, 1850) - Ryggstrimman är ojämn, och färgad gul eller grön. Övergår till fläckar på huvudet. Underarten finns i sydvästligaste British Columbia, västra Washington och västra Oregon.
- A. m. columbianum (Ferguson, 1961) - Ryggstrimman beige till gul och med vågiga kanter, likt sammansmälta fläckar som övergår till separata fläckar på huvudet. Underarten finns i sydvästligaste Alaska, större delen av British Columbia utom längst i norr och längst i öster, vidare i östra Washington, östra Oregon och västra Idaho.
- A. m. croceum (Russell & Anderson, 1956) - Ryggstrimman består av gula till brandgula fläckar, som blir mindre på huvudet. Kroppen är mycket mörk, vanligtvis svart. Arten finns endast i countyna Santa Cruz och Monterey i Kalifornien[2].
- A. m. krausei (Peters, 1882) - Ryggstrimman är smal, rak och gul. Underarten finns i östra British Columbia och västra Alberta utom de nordligaste delarna, i östra Idaho och västra Montana.
- A. m. sigillatum (Ferguson, 1961) - Ryggstrimman består av gula fläckar, som blir mindre på huvudet. Underarten finns i södra Oregon och nordöstra Kalifornien.

## Vanor
Arten finns i många biotoper, som torra buskmarker, skogar, bergsängar och klippstränder vid bergssjöar, och från havsytans nivå till över 3 000 m. De lever underjordiskt utom under parningstiden. födan utgörs av ett flertal ryggradslösa djur, som maskar, iglar, blötdjur, spindlar, hoppstjärtar, skalbaggar, tvåvingar, fjärilar, myror och hopprätvingar. Salamandrarna blir könsmogna vid 1 till 3 års ålder, och livslängden är omkring 10 år.

### Fortplantning
Fortplantning och larvutveckling sker i grunda, lugna vatten som dammar eller åars och sjöars strandkanter. Salamandern leker mycket tidigt, ofta före snösmältningen (vilken dock kan dröja länge uppe i bergen). I Oregon i den sydliga delen av utbredningsområdet kan salamandrarna vandra till lekvattnen redan i månadsskiftet oktober/november, medan de uppe i bergen inte leker förrän i juni till juli. Honan lägger från 90 till över 400 ägg som kläcks efter 5 till 35 dagar beroende på vattentemperaturen. Tiden för larvutvecklingen varierar mycket, från 50 dagar till nästan 3 år i bergssjöarna. Larven lever av bland annat kräftdjur, insekter och grodyngel. Kannibalism förekommer.

## Status
Den långtåade mullvadssalamandern betraktas som livskraftig ("LC") och populationen är stabil. Utsättning av ädelfisk i lekvattnen är dock ett hot.